# Barn Rock
Der Barn Rock (englisch für Scheunenfelsen) ist ein markanter und 90 m hoher Klippenfelsen vor der Fallières-Küste des Grahamlands auf der Antarktischen Halbinsel. Er liegt nordwestlich des Lodge Rock am nördlichen Ende der Terra Firma Islands in der Marguerite Bay.
Entdeckt und kartografisch erfasst wurde er von Teilnehmern der British Graham Land Expedition (1934–1937) unter der Leitung des australischen Polarforschers John Rymill. Der Falkland Islands Dependencies Survey nahm 1948 eine erneute Vermessung vor und benannte ihn nach seinem Aussehen, das aus westlicher Richtung an eine Scheune erinnert.